# Neochaetoplagia pastranai
Neochaetoplagia pastranai är en tvåvingeart som beskrevs av Blanchard 1963. Neochaetoplagia pastranai ingår i släktet Neochaetoplagia och familjen parasitflugor. Inga underarter finns listade i Catalogue of Life.